# تيرانس شو
تيرانس شو (بالإنجليزية: Terrance Shaw)‏ هو لاعب كرة قدم أمريكية أمريكي، ولد في 11 يناير 1973 في مارشال في الولايات المتحدة.

## وصلات خارجية
- تيرانس شو على موقع مرجع كرة القدم المحترفة.كوم (الإنجليزية)